# Malečov
Malečov település Csehországban, az Ústí nad Labem-i járásban. Malečov Třebušín, Žitenice, Hlinná, Staňkovice, Ústí nad Labem, Homole u Panny, Velké Březno és Tašov településekkel határos. Lakosainak száma 858 fő (2024. január 1.).

## Népesség
A település lakosságának változását az alábbi diagram mutatja:
| Lakosok száma | 1870 | 1787 | 1652 | 634  | 552  | 598  | 803  | 817  | 850  | 858  |
|               | 1869 | 1890 | 1921 | 1950 | 1980 | 2001 | 2017 | 2019 | 2022 | 2024 |